# Кучково
Кучково (на македонска литературна норма: Кучково) е село в Северна Македония, част от община Гьорче Петров.

## География
Селото е разположено на няколко километра северозападно от столицата Скопие.

## История
В края на XIX век Кучково е село в Скопска каза на Османската империя. Според статистиката на Васил Кънчов („Македония. Етнография и статистика“) към 1900 година в Кучково живеят 460 българи християни и 7 цигани.
Цялото християнско население на селото е сърбоманско под върховенството на Цариградската патриаршия. Според патриаршеския митрополит Фирмилиан в 1902 година в селото има 96 сръбски патриаршистки къщи. Според секретен доклад на българското консулство в Скопие селото е населено със сръбски бежанци в периода 1689-1739 година. По данни на секретаря на Българската екзархия Димитър Мишев („La Macédoine et sa Population Chrétienne“) в 1905 година в Кучково има 720 българи патриаршисти сърбомани и в селото функционира сръбско училище.
След Междусъюзническата война в 1913 година селото попада в Сърбия.
На етническата си карта от 1927 година Леонард Шулце Йена показва Кучково (Kučkovo) като сръбско село.
На етническата си карта на Северозападна Македония в 1929 година Афанасий Селишчев отбелязва Кучково като българско село.
Според преброяването от 2002 година Кучково има 138 жители.
| Националност     | Всичко |
| северномакедонци | 122    |
| албанци          | 0      |
| турци            | 0      |
| роми             | 15     |
| власи            | 0      |
| сърби            | 1      |
| бошняци          | 0      |
| други            | 0      |

## Забележителности
В Кучково има много манастири, църкви и параклиси. Най-стар и известен е манастирът „Свети Георги“ от XIV век със забележителни стенописи. В селото е разположена църквата „Възнесение Господне“ („Свети Спас“) от XVII - XVIII век, обновена след Балканските войни. Над селото е манастирът „Свети Трифон“ от XIX век. Край селото е църквата „Света Петка“, а под селото има много параклиси, посветени на различни светци.

## Личности
Родени в Кучково
- Георги Кочев (1847 – VII 1868), четник в четата на Хаджи Димитър и Стефан Караджа[9]
- Велко Велкович (1896 - 1958), политик[10]
- Сокол Митровски (р. 1948), военен и политик